# Christopher Münch
Christopher Münch (Pasadena, 17 giugno 1962) è un regista, sceneggiatore, montatore e produttore cinematografico statunitense.
Con i suoi primi cinque lungometraggi si è aggiudicato vari riconoscimenti in manifestazioni come il Festival internazionale del cinema di Berlino, il Sundance Film Festival e l'Ashland Independent Film Festival.

## Biografia
Nato nel 1962 a Pasadena in California, dall'astrofisico Guido Münch e della scrittrice Louise Fernandez, Christopher Münch si avvicina al cinema da autodidatta in giovane età. A 15 anni realizza un documentario sugli animali dello zoo di San Diego che riceve un premio, grazie al quale entra nel Public Broadcasting Service locale. Tra le sue fonti d’ispirazione ci sono registi indipendenti come Robert M. Young, Victor Nuñez, John Cassavetes e Gregg Araki. L'esordio alla regia è del 1991 con The Hours and Times, un biopic su Brian Epstein girato in Spagna con budget ridottissimo, nel quale si occupa anche della fotografia, che ottiene ampi consensi di critica negli Stati Uniti e in Inghilterra ed è premiato al Festival di Berlino e al Sundance Film Festival.
Nel 1996 dirige Color of a Brisk and Leaping Day, basato sulla storia vera di un giovane meccanico che cerca di salvare una linea ferroviaria sull'orlo del fallimento nel Parco nazionale di Yosemite. La fotografia, in questo caso di Rob Sweeney, si ispira ai primi paesaggi di Carleton Watkins mentre il titolo del film è suggerito dal poema Pietra di sole di Octavio Paz. Oltre al Sundance, dove Münch ha presentato ad oggi tutti i suoi lavori, Color of a Brisk and Leaping Day è proiettato a Locarno, Toronto, Amburgo, Rotterdam e Hong Kong.
The Sleepy Time Gal (2001), con Jacqueline Bisset nel ruolo di una madre alla fine della sua vita che cerca di riunirsi alla figlia data in adozione alla nascita, è presentato, tra gli altri, ai festival di Edimburgo, Vancouver, Milano, Londra e Mosca. Secondo il critico Kevin Thomas del Los Angeles Times, il film «ha una profondità, una portata e una delicatezza molto più grandi della maggior parte dei film americani». Dopo Harry + Max del 2004, sette anni dopo esce Letters from the Big Man, film girato in zone remote dell'Oregon meridionale che riceve l'attenzione della critica per la sua particolare versione della mitologia del Bigfoot. Nel frattempo inizia a lavorare occasionalmente come montatore per altri registi, in particolare Russell Brown con il quale nel 2016 vince il premio per il miglior montaggio al Sutter Creek International Film Festival per Search Engines.
Alcuni dei suoi film sono stati proiettati alla biennale del Whitney Museum of American Art (The Hours and Times nel 1993 e Color of a Brisk and Leaping Day nel 1997) e al MoMA di New York (Color of a Brisk and Leaping Day nel 1996 e The Sleepy Time Gal, nella retrospettiva "Creative Capital" del 2010). Ringraziamenti al regista compaiono in Doom Generation di Gregg Araki (1995), Ragazze di città di Jim McKay (1996, per il supporto e l'ispirazione), Race You to the Bottom di Russell Brown (2005), Oh Baby! di Steven Rothblatt (2008) e Something, Anything di Paul Harrill (2014).

## Filmografia

### Regista e sceneggiatore
- The Hours and Times (1991)
- Color of a Brisk and Leaping Day (1996)
- The Sleepy Time Gal (2001)
- Harry + Max (2004)
- Letters from the Big Man (2011)
- Futurestates (2013) - Serie televisiva, episodio Return to Elektra Springs

### Produttore
- The Hours and Times, regia di C. Münch (1991)
- The Sleepy Time Gal, regia di C. Münch (2001)
- Harry + Max, regia di C. Münch (2004)
- Letters from the Big Man, regia di C. Münch (2011)
- Redemption Trail, regia di Britta Sjogren (2013)

### Montatore
- The Blue Tooth Virgin, regia di Russell Brown (2008)
- Annie and the Gypsy, regia di Russell Brown (2012)
- Futurestates (2013) - Serie televisiva, episodio Return to Elektra Springs
- Redemption Trail, regia di Britta Sjogren (2013)
- Search Engines, regia di Russell Brown (2016)

## Riconoscimenti
Oltre ai riconoscimenti elencati di seguito, Christopher Münch ha ricevuto premi dalla Fondazione Alfred P. Sloan (per una sceneggiatura a tema scientifico sul fisico Frank Oppenheimer), la Creative Capital, l'American Film Institute e la Merchant Ivory Foundation.
Ne 1994 ha ottenuto la Guggenheim Fellowship, premio conferito dalla John Simon Guggenheim Memorial Foundation per "eccezionali capacità nella produzione culturale o abilità creative nelle arti".
- 1992
  - Festival internazionale del cinema di Berlino
Premio Wolfgang Staudte per The Hours and Times
  - Sundance Film Festival
Riconoscimento speciale della giuria per The Hours and Times
Nomination Gran premio della giuria, film drammatici, per The Hours and Times

- 1993
  - Independent Spirit Awards
Special Distinction Award per The Hours and Times

- 1996
  - Independent Spirit Awards
Someone to Watch Award per Color of a Brisk and Leaping Day
  - Locarno Festival
Nomination Pardo d'oro per Color of a Brisk and Leaping Day
  - Sundance Film Festival
Nomination Gran premio della giuria, film drammatici, per Color of a Brisk and Leaping Day

- 2001
  - Sundance Film Festival
Nomination Gran premio della giuria, film drammatici, per The Sleepy Time Gal
  - Taos Talking Pictures Film Festival
Nomination Taos Land Grant Award per The Sleepy Time Gal

- 2004
  - Sundance Film Festival
Nomination Gran premio della giuria, film drammatici, per Harry + Max

- 2011
  - Ashland Independent Film Festival
Gerald Hirschfeld ASC Cinematography Award per la miglior fotografia per Letters from the Big Man (condiviso con Rob Sweeney)

- 2016
  - Sutter Creek International Film Festival
Miglior montaggio per Search Engines

## Critica
Lo storico del cinema Jonathan Rosenbaum lo ha definito «uno dei cineasti indipendenti più dotati d'America», mentre il critico Graham Fuller ha riassunto il suo lavoro affermando che i suoi film «meditano in silenzio sulla lotta perenne che le persone affrontano per comunicare con coloro che amano a proposito della mortalità, del ruolo della memoria nel mosaico della coscienza e dell'evanescenza che spinge i suoi irrequieti protagonisti a cogliere futilmente, e spesso nobilmente, sogni impossibili».
Sulla rivista CinemaScope, la critica Bérénice Reynaud ha descritto il cinema di Münch come «una camera di risonanza che ricrea scrupolosamente gli aspetti più minuti delle nostre esistenze... momenti di desiderio privato che non possiamo descrivere nemmeno a noi stessi... il suo cinema esplora le tracce lasciate da vite dimenticate (o non così dimenticate), il loro impatto, spesso segreto, sulla vita degli altri e sulle loro intricate contraddizioni. Poeticamente ricrea ciò che li ha resi unici piuttosto che generici».